# Mbandjock
Mbandjock ist eine Kleinstadt mit 18.771 Einwohnern (2005) in Kamerun (Region Centre, Département Haute-Sanaga). Zusammen mit ihrem Umland bildet sie die gleichnamige Commune (Arrondissement).

## Geografie
Mbandjock liegt etwa 60 Kilometer südwestlich der Bezirkshauptstadt Nanga-Eboko, beim Fluss Sanaga.

## Verkehr

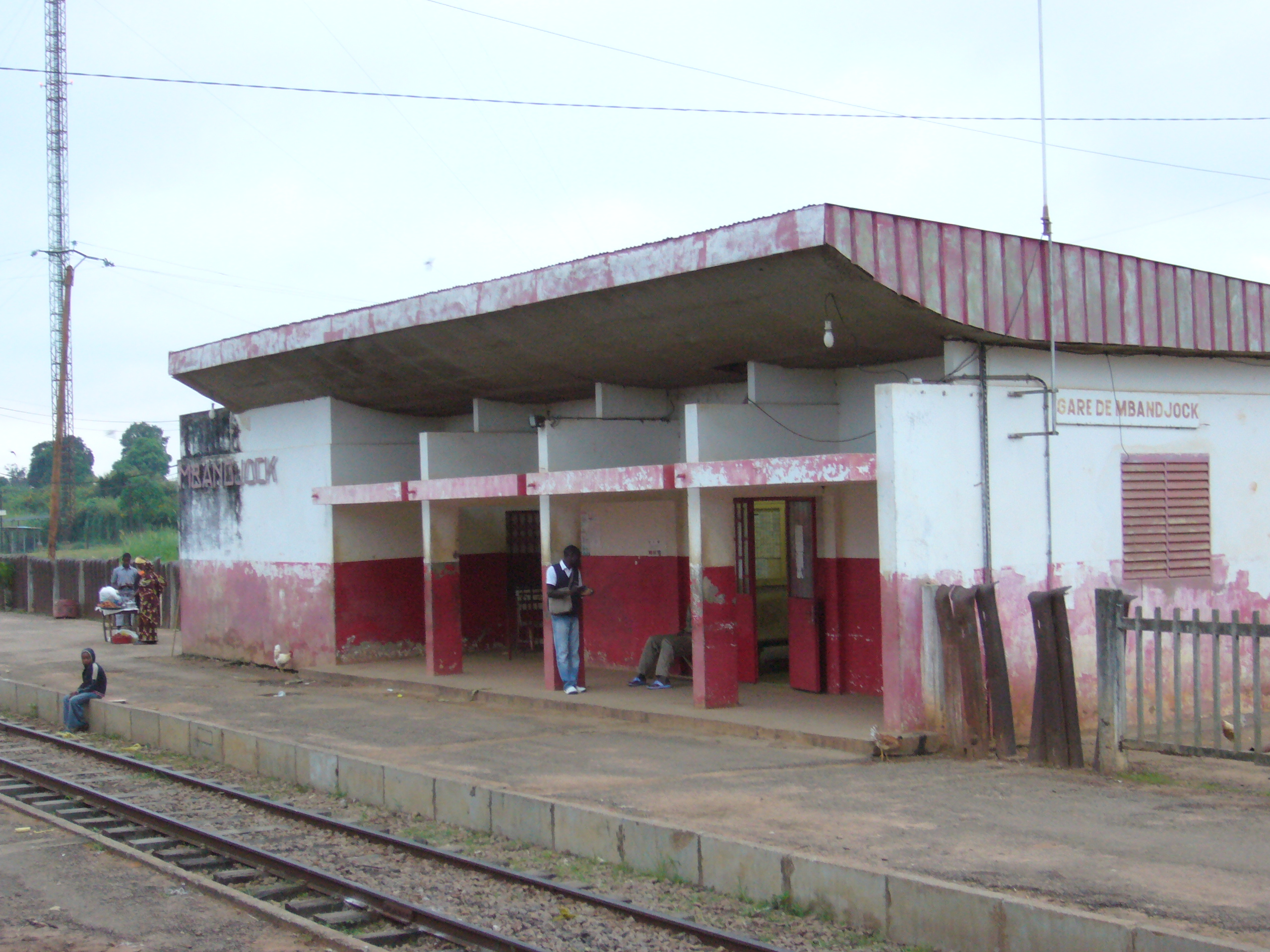
Bahnhof

Die Gemeinde liegt an der Fernstraße N1.

## Bevölkerung
Die Bevölkerungsentwicklung der Stadt:
| Jahr          | Einwohner |
| ------------- | --------- |
| 1976 (Zensus) | 8.900     |
| 1987 (Zensus) | 11.763    |
| 2005 (Zensus) | 18.771    |